# Страст у смрти
Страст у смрти (енгл. Naked in Death) је прва књига серијала У смрти (енгл. in Death) Норе Робертс, објављен под псеудонимом Џ. Д. Роб (енгл. J. D. Robb), следећи је Слава у смрти (енгл. Glory in Death). Првобитно је имала корице које је дизајнирала компанија MacGregor, али су касније промењене. Објављена је 28. јула 1995. у Berkley Books, а у Србији 2008. године у издаваштву Вулкан.

## О књизи
Године 2058. Ева Далас, поручник одељења полиције и безбедности Њујорка, има задатак да пронађе убицу проститутке и унуке сенатора из Конзервативне партије Шерон Деблас. Док ради на случају, забележено је још убистава проститутки, сумња се на серијског убицу који илегално ватрено оружје убиства шаље поручнику Даласу. Докази у почетку упућују на богатог Роаркеа, са којим је Деблас имала вечерне састанке и који је колекционар антикног ватреног оружја коришћеног у убиству, али Ева га убрзо искључује као осумњиченог и започиње љубавну везу са њим.
Уз помоћ доктора Шарлота Мира, Ева развија психолошки профил убице који има лоше мишљење о женама и ужива у сексуалној моћи док их користи, након чега их убија. Шеф полиције Симпсон наређује Еви да лаже на конференцији за штампу тако што ће објавити да је Дебласова смрт била несрећан случај. Убрзо Ева, уз Роаркеову помоћ, приступа Симпсоновим илегалним финансијама, откривајући велике Дебласове донације и непријављене милионе долара на рачунима у иностранству, пушта у штампу.
Ева открива родоскврнављењу аферу између Шерон Деблас и њеног деде. Унука га је материјално уцењивала како не би разгласила да ју је сексуално злостављао, као и њену тетке у детињству. Са Роарком одлази у Вашингтон где хапси сенатора за сва три убиства, док он у сенату говори о „Закону о моралу” којим намерава да забрани проституцију и легализује ватрено оружје. Када се врате у авион, Ева признаје Роаркеу да ју је отац силовао више пута у току детињства и да се не сећа ничега осим да је пронађена са осам година у Даласу.
Враћајући се кући, Ева у свом стану затиче сенаторовог помоћника Рокмана који жели да од ње направи њихову четврту жртву. Објашњава јој да је сенатор, који је сада извршио самоубиство, убио Шерон у тренутку страсти, а затим дозволио Рокману да почини друга убиства како би одвео истражитеље на криви пут. Ева тада шаље снимак његовог признања другом детективу који ради на случају, капетану Рајану Финију. Мачка коју је Ева узела од једне од жртава одвлачи Рокманову пажњу, што јој купује време док полиција не дође и ухапси га. 

## Ликови
Ликови књиге Страст у смрти су:
- Поручник Ева Далас, протагониста и истражитељ убистава
- Роарке, Евин дечко
- Капетан Рајан Фини, Евин бивши дечко и тренер
- Командант Џек Витни, Евин шеф
- Доктор Шарлот Мир, психијатар одељења полиције и безбедности Њујорка
- Мавис Фристон, Евина најбоља пријатељица и певачица
- Самерсет, Роаркеров батлер
- Надин Фурст, репортерка канала 75
- Чарлс Монро, лиценцирани пратилац и комшија прве жртве
- Галахад, Евина мачка коју добија од треће жртве
- Ричард и Елизабет Деблас, родитељи прве жртве и Роаркеови пријатељи

## Издање
Издања романа Страст у смрти:
- Berkley Books, јул 1995,  0-425-14829-7
- Brilliance Audio, децембар 2000,  1-58788-195-0
- Thorndike Press, март 2000,  0-7862-2415-0
- Nova Audio, јануар 2001,  1-58788-080-6
- електронска књига, Berkley, фебруар 2002,  0-7865-2232-1
- електронска књига са Адобе читачем, Berkley, фебруар 2002,  0-7865-2233-X
- тврди повез, Putnam Investments, март 2004,  0-399-15157-5
- ексклузивно ограничено издање у тврдом повезу, Turn The Page Bookstore, децембар 2014,  978-0-425-28158-1